# Peggy Kamuf
Peggy Kamuf (née en 1947) est professeur de français et de littérature comparée à l'Université de Californie du Sud. Elle est une des principales traductrices en anglais des livres de Jacques Derrida. Elle a reçu en 2006 le prix René Wellek de l'American Comparative Literature Association (en) pour son livre Book of Addresses.

## Œuvres
- Fictions of Feminine Desire: Disclosures of Heloise (1982)
- Signature Pieces: On the Institution of Authorship (1988)
- A Derrida Reader: Between the Blinds (1991, with Derrida)
- The Division of Literature: Or the University in Deconstruction (1997)
- Book of Addresses (2005)
- Derrida's Gift (2006, with Naomi Schor and Elizabeth Weed)